# Deutsche Tamoil
Die Deutsche Tamoil GmbH (vormals Hermann Eggert Mineralöle) mit Sitz in Hamburg ist die deutsche Tochter der libyschen Tamoil-Gruppe. Die Gesellschaft betreibt  unter den Marken Tamoil und HEM (Hermann Eggert Mineralöle) ein Tankstellennetz.

## Geschichte
Das Familienunternehmen wurde am 1. April 1925 unter der Firma Herrmann Eggert Kohlenhandelsgesellschaft gegründet. Nachdem 1954 Heizöl mit ins Lieferprogramm genommen worden war, wurde sie zunächst zur Hermann Eggert Mineralölvertrieb GmbH (HEM) und später zur Hamburg Eggert Mineralölhandelsgesellschaft mbH umfirmiert.

Logo der Tankstellenkette

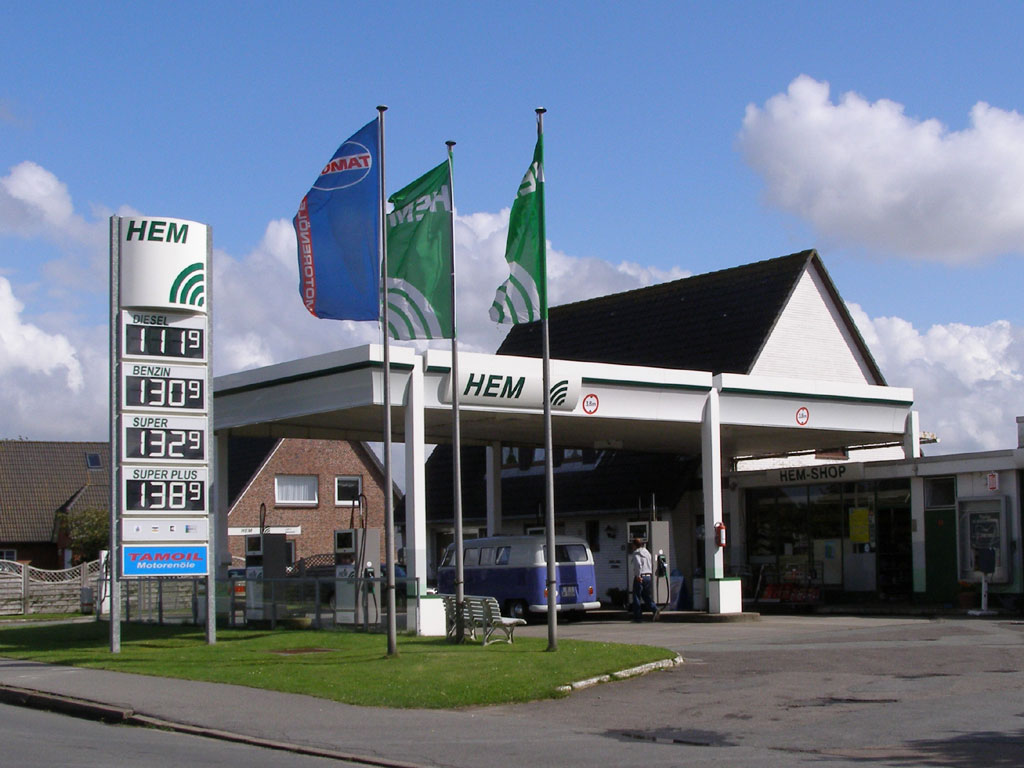
Ehemalige Tankstelle der Kette HEM auf der Halbinsel Nordstrand

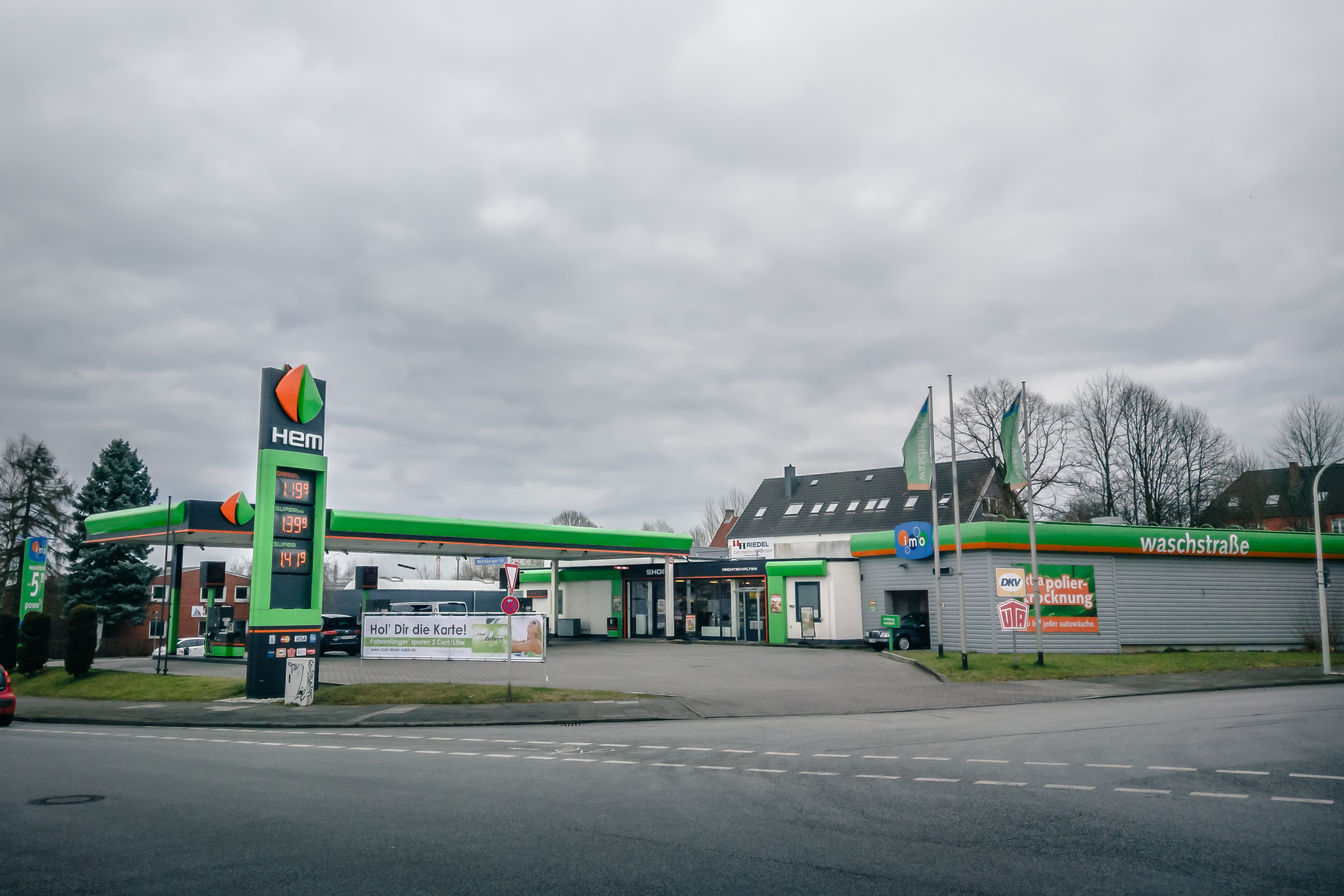
HEM-Tankstelle im aktuellen Design (2017)

In der Folgezeit begann man mit dem Aufbau eines bundesweiten Tankstellennetzes. Von 1982 bis 1987 kooperierte man dabei mit der Elf Mineralöl GmbH. Zusätzlich wurde 1989 die Norddeutsche freie Tankstellen GmbH (NTG) gegründet. 1991 wurde eine Kooperationsvereinbarung mit der in libyschem Besitz befindlichen Firma Oilinvest International geschlossen. Die HEM wurde in HEM-Deutsche Tamoil GmbH umfirmiert. 1993 erwarb Oilinvest die Mehrheit der Anteile der HEM.
Ende 1996 übernahm Oilinvest das Unternehmen zu 100 % und der Firmenname wurde von Hamburg Eggert Mineralölhandelsgesellschaft in Deutsche Tamoil umfirmiert.
1999 wurde die Deutsche Tamoil in die Holborn Investment Co. Ltd., eine 100%ige Tochter der der Oilinvest, integriert. 2001 zog sich das Unternehmen aus dem Großhandelsgeschäft zurück und legte den Schwerpunkt auf die Entwicklung des Endverbrauchergeschäftes mit dem Ziel, das bereits bestehende Tankstellennetz weiter auszubauen.
Das Unternehmen hat seit der Übernahme durch Oilinvest das Tankstellennetz stark erweitern können und ist nicht nur im ursprünglichen regionalen Gebiet vertreten, sondern mittlerweile in ganz Deutschland.
Im Oktober 2008 wurden 60 GO-Tankstellen der Hanseatic Petrol Vertriebs GmbH übernommen. Die Marke wurde bei den übernommenen Tankstellen zunächst beibehalten. Noch im Juni 2019 waren im Tankstellenfinder der Tamoil 5 GO-Tankstellen verzeichnet. Im November 2024 sind dort jedoch keine GO-Tankstellen mehr gelistet.
Bis zur Beendigung einer langjährigen Partnerschaft im Januar 2014 betrieb die Anton Willer Mineralölhandel in Kiel und Schleswig-Holstein zuletzt 25 Tankstellen unter der Marke HEM.
Im August 2015 wurde der Sitz von Elmshorn nach Hamburg verlegt.
Im November 2024 sind im Tankstellenfinder 398 HEM-Tankstellen und 12 TAMOIL-Tankstellen sowie 3 Filialen mit dem Namen SB-Tanktreff und 1 Filiale ohne Branding verzeichnet.
|             | 2004  | 2005  | 2006  | 2007  | 2008  | 2009  | 2010  | 2011  | 2012  | 2013  | 2014  | 2015  | 2016  | 2017  | 2018  | 2019 | 2020 | 2021 |
| ----------- | ----- | ----- | ----- | ----- | ----- | ----- | ----- | ----- | ----- | ----- | ----- | ----- | ----- | ----- | ----- | ---- | ---- | ---- |
| Tankstellen | 233   | 256   | 267   | 265   | 363   | 392   | 399   | 393   | 397   | 405   | 395   | 403   | 403   | 408   | 409   | 410  | 414  | 415  |
| Marktanteil | 2,1 % | 2,3 % | 2,4 % | 2,6 % | 2,9 % | 3,5 % | 3,8 % | 3,8 % | 4,0 % | 4,1 % | 3,9 % | 4,3 % | 4,4 % | 4,3 % | 4,6 % |      |      |      |

## Verbleib weiterer Tankstellen der Eggert-Gruppe
Unter Führung der Unternehmerfamilie Eggert entstand 1995 parallel zum Verkauf der Hamburg Eggert Mineralöle die HEM Mineralöl AG, die 1997 in Eggert Mineraloel AG umfirmierte. Der Markenname EM wurde eingeführt. Im Jahr 2001 verkaufte die Familie Eggert ihre Mehrheitsanteile an der Eggert Mineraloel und Norddeutsche Tankstellen AG mit ihren Tankstellen komplett an Aral.
Im Februar 2002 übernahm die Deutsche BP 51 Prozent der Aral und erwarb Aral zum 1. April 2002 zu 100 Prozent. Die begleitenden Auflagen des Bundeskartellamts erforderten dabei den Verkauf eines „Nordpakets“ von 800 Aral/BP-Tankstellen. Darin enthalten waren auch die Stationen der Eggert Mineraloel und der NTG Norddeutschen Tankstellen.
Am 1. März 2003 erwarb die polnische Gesellschaft PKN Orlen von der Deutschen BP das sogenannte Nordpaket inklusive der ehemaligen EM-Tankstellen und flaggte das Tankstellennetz mit 500 Stationen auf die Marken „Orlen“ und „Star“ um.